# 柴灣起動
柴灣起動（英語：Chai Wan Startup）是香港的一個地區組織及選舉聯盟，成立於2019年，旨在連結2019年區議會選舉位於柴灣、小西灣及杏花邨（簡稱「柴小杏」）的民主派候選人。他們的立場為民主派，支持爭取五大訴求的同時，亦需要做好地區工作，深耕細作。在2019年區選，他們合共派出12人參選，當中包括3人爭取連任，除了兩名本身有黨籍的候選人，其餘10人皆不是來自溫和民主派政黨。結果，這12名候選人全數勝出。

## 成員
2019年區選結果
| 參選選區                 | 候選人 | 得票    | 結果 |
| 2019年區議會選舉（東區） |        |         |      |
| C08 杏花邨               | 黃 宜  | 5,323票 | 當選 |
| C09 翠灣                 | 古桂耀 | 3,569票 | 當選 |
| C10 欣藍                 | 李鳳琼 | 3,982票 | 當選 |
| C11 小西灣               | 陳榮泰 | 3,212票 | 當選 |
| C12 景怡                 | 曾因瑩 | 4,936票 | 當選 |
| C13 環翠                 | 吳卓燁 | 3,412票 | 當選 |
| C14 翡翠                 | 黎志強 | 3,591票 | 當選 |
| C31 興民                 | 謝妙儀 | 3,297票 | 當選 |
| C32 樂康                 | 曾健成 | 3,563票 | 當選 |
| C33 翠德                 | 蔡志強 | 2,994票 | 當選 |
| C34 漁灣                 | 徐子見 | 3,814票 | 當選 |
| C35 佳曉                 | 黎梓欣 | 3,200票 | 當選 |